# Гестахт
Гестахт (њем. Geesthacht) град је у њемачкој савезној држави Шлезвиг-Холштајн. Једно је од 131 општинског средишта округа Херцогтум Лауенбург. Према процјени из 2010. у граду је живјело 29.258 становника. Посједује регионалну шифру (AGS) 1053032, NUTS (DEF07) и LOCODE (DE GET) код.

## Географски и демографски подаци
Гестахт се налази у савезној држави Шлезвиг-Холштајн у округу Херцогтум Лауенбург. Град се налази на надморској висини од 27 метара. Површина општине износи 33,2 km². У самом граду је, према процјени из 2010. године, живјело 29.258 становника. Просјечна густина становништва износи 882 становника/km².

## Међународна сарадња
| Мјесто          | Држава               | Врста сарадње | Од    |
| --------------- | -------------------- | ------------- | ----- |
| Кулдига         | Летонија             | партнерство   | 2003. |
| Хогзанд-Сапемер | Холандија            | партнерство   | 2000. |
| Олдхајм         | Уједињено Краљевство | партнерство   | 2000. |
| Чадертон        | Уједињено Краљевство | партнерство   | 2000. |
|                 | Француска            | партнерство   | 2000. |
| Извор           |                      |               |       |